# مست کردن‌های مقطعی

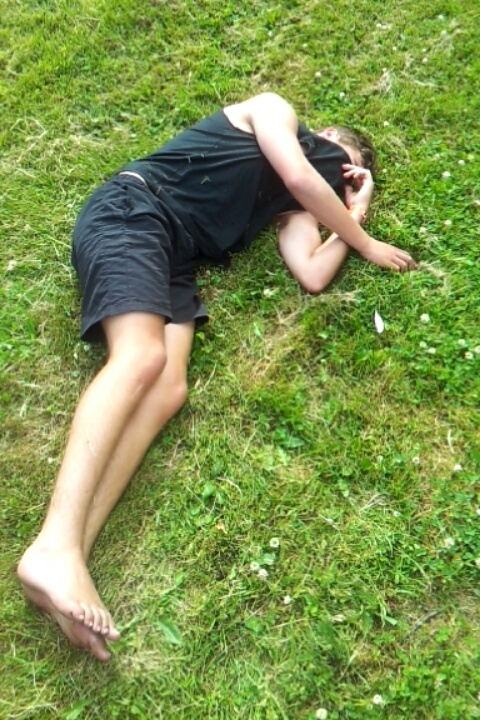
یک مرد جوان پس از مستی

مست کردن‌های مقطعی عبارت است از نوشیدن نوشیدنی‌های الکلی در حجم زیاد و در یک دورهٔ کوتاه به قصد کاملاً مست شدن. البته تعریف‌های دیگری هم برای آن ارائه شده‌است.
مست کردن مقطعی، روشی در نوشیدن است که در بسیاری کشورها در سراسر جهان رواج دارد و گاهی با می‌گساری دسته جمعی شبیه می‌شود چون نوشیدن به قصد مست کردن معمولاً به صورت گروهی انجام می‌شود. البته در فرهنگ‌های مختلف میزان مستی افراد متفاوت است. به هر حال نوشیدن بیش از حد الکل و مست کردن می‌تواند در بازهٔ چند ساعت صورت گیرد تا چند روز و حتی در مواردی تا چند هفته فرد به این وضع نوشیدن ادامه دهد. به دلیل اثراتی منفی که نوشیدن بیش از حد الکل دارد مسئلهٔ مستی مقطعی در مواردی به عنوان یک مسئلهٔ بهداشت عمومی در نظر گرفته می‌شود که باید به آن پرداخته شود. در پژوهشی که در آمریکا صورت گرفته مشخص شده که نزدیک به یک سوم از نوجوانان مستی مقطعی را تجربه کرده‌اند و حدود ۶ درصد از آنها در مرز درگیری با اختلال سوءمصرف الکل قرار گرفته‌اند. تقریباً یک زن از هر ۲۵ زن در دوران بارداری درگیر نوشیدن بیش از حد شده‌است که این می‌تواند منجر به ناهنجاری‌های جنینی ناشی از الکل شود.

## اثرات
مست کردن‌های مقطعی به خصوص در میان نوجوانان ارتباط مستقیم با تصادف‌های رانندگی و دیگر انواع تصادفات دارد همچنین رفتارهای خشن و حتی خودکشی از دیگر موارد مرتبط با مست کردن‌ها در این دوران است. هر چه یک کودک یا نوجوان بیشتر بارهای بیشتری مست کند و در سن کمتری این کار را انجام دهد احتمال اینکه در سن بالاتر درگیر الکلیسم و سوء مصرف الکل شود بیشتر است؛ همچنین شمار زیادی از نوجوانانی که مستی موقت دارند معمولاً درگیر مواد روانگردان نیز می‌شوند.
مستی‌های مقطعی نسبت به نوشیدن همیشگی (الکلیسم) اثرات مخرب بیشتری بر روی مغز می‌گذارند. در پژوهشی در سال ۲۰۲۰ مشخص شد که یک بار نوشیدن بیش از حد و مست کردن می‌تواند منجر به نابودی کلی یا جزئی جسم پینه‌ای مغز شود تا حدی که اثر آن ۵ هفته پس از مستی همچنان در تصویر MRI قابل مشاهده است.

## تعریف
در برخی منابع، مستی مقطعی به نوشیدن زیاد در یک بازهٔ کوتاه مدت تعریف شده‌است. در حال حاضر تعریف مشخصی برای اینکه چه مقدار نوشیدن باعث مستی می‌شود وجود ندارد اما در ایالات متحده آمریکا تعریف شده که نوشیدن ۵ نوشیدنی استاندارد یا بیشتر برای یک مرد و ۴ نوشیدنی استاندارد یا بیشتر برای یک زن در بازهٔ زمانی دو ساعت و نیم یا بیشتر، برابر با مستی موقت است.